# 彩虹銀漢魚
彩虹銀漢魚，為輻鰭魚綱銀漢魚目虹銀漢魚科的其中一種，分布於巴布亞紐幾內亞Logatyu河流域，為熱帶魚類，體長可達10公分，棲息在底中層水域，生活習性不明。

## 擴展閱讀
維基物種上的相關：彩虹銀漢魚